# تسپرکی
تسپرکی (به لهستانی:  Cyprki) یک روستا در لهستان است که در گمینا گرایوو واقع شده‌است.